# MCF-7

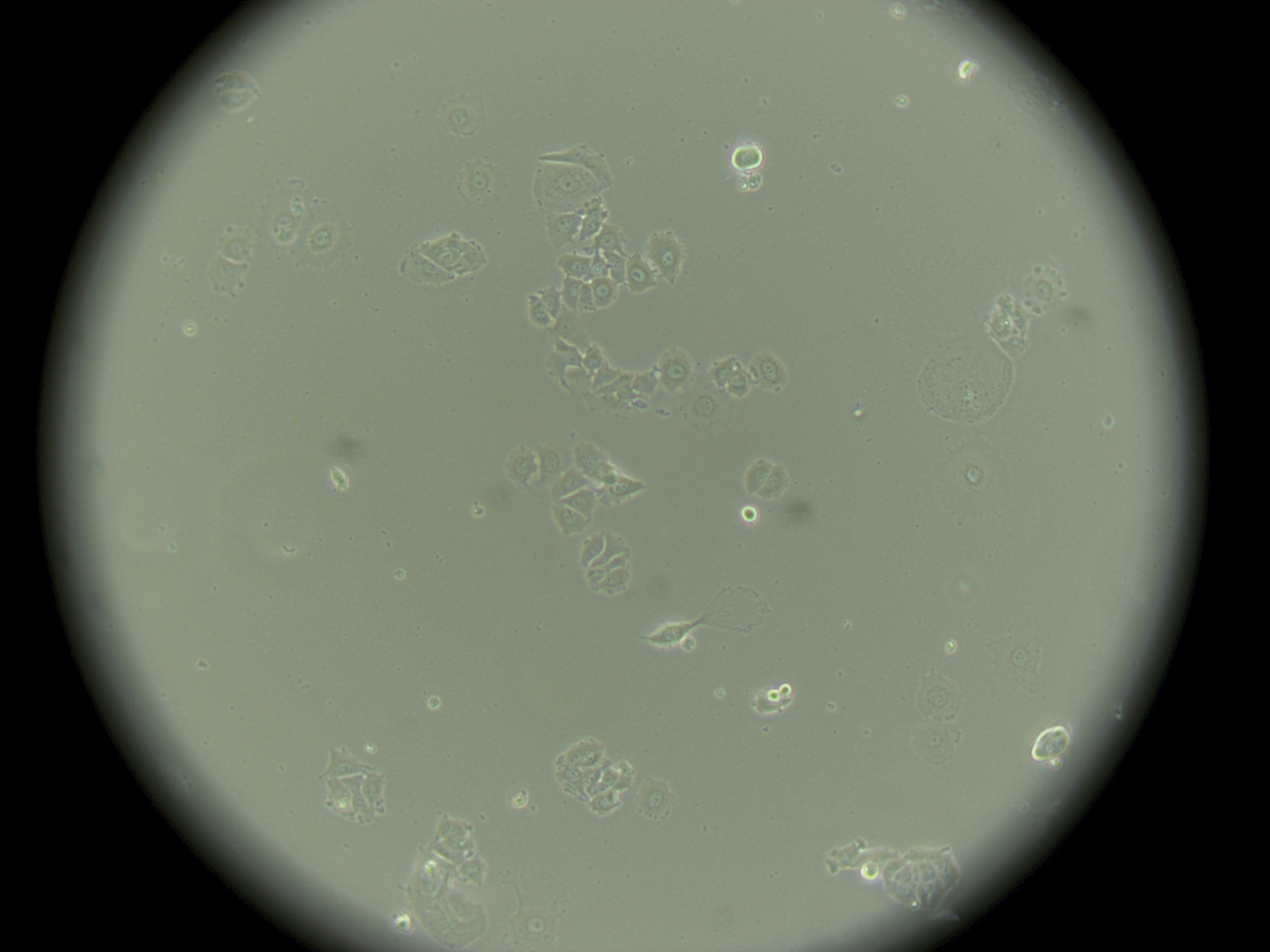
Клетки MCF-7.

MCF-7 (Michigan Cancer Foundation-7) — эпителиоподобная клеточная линия, полученная из инвазивной аденокарциномы протоков молочной железы человека.
Линия была получена в 1973 году Гербертом Соулом и его сотрудниками в Институте рака Барбары Энн Карманос. До получения линии MCF-7 исследователи не могли получать линии клеток молочной железы, способной жить дольше нескольких месяцев. Сегодня эта линия является одной из наиболее распространенных линий клеток для исследований in vitro цитотоксичности противоопухолевых фармпрепаратов, молекулярной биологии рака, а также цитосовместимости различных биосовместимых материалов.

## Характеристики клеточной линии MCF-7
Клеточная линия MCF-7 имеет следующие характеристики:
- Первичная опухоль (инвазивные молочной железы протоковой карциномы),
- Происходит от плеврального выпота,
- Экспрессирует рецепторы эстрогена,
- Пролиферативный ответ в присутствии эстрогенов,
- Экспрессирует рецепторы прогестерона,
- Туморогенна для мышей, но только в присутствии эстрогена, и если прививается в подкожный жир или в молочный жир,
- Туморогенна для мышей при внутривенном введении (без добавления эстрогенов),
- Протоковый эпителиальный фенотип.

Клеточная линия MCF-7 сохраняла несколько характеристик дифференцированного эпителия молочной железы, включая способность реагировать на эстрадиол через цитоплазматические рецепторы эстрогенов и способность образовывать домены. Фактор некроза опухоли (TNFα) ингибирует рост клеток MCF-7. Применение анти-эстрогенов может модулировать секрецию инсулиноподобных факторов роста (IGF). Некоторыми исследователями сообщалось, что жирные кислоты Омега-3 и Омега-6 ингибируют рост и пролиферацию клеток MCF-7.